# (34427) 2000 SN23
2000 SN23 (asteroide 34427) é um asteroide da cintura principal. Possui uma excentricidade de 0.07938590 e uma inclinação de 12.29089º.
Este asteroide foi descoberto no dia 26 de setembro de 2000 por Korado Korlević em Visnjan.